# Stade de la Mosson
Das Stade de la Mosson ist ein Fußballstadion in der französischen Stadt Montpellier im Département Hérault. Es bietet 32.939 Plätze und ist die Spielstätte des Fußballvereins HSC Montpellier.

## Geschichte
Das Stadion ist Eigentum der Stadt und wurde 1972 eröffnet. Es liegt westlich von Montpellier in der Nähe des Flusses Mosson, der dem Stadion seinen Namen gibt.
Im Wesentlichen wird die Sportstätte für Fußball genutzt. Es finden aber auch Rugbyspiele statt. Seit der Fußball-WM 1998 trägt die Arena den offiziellen Namen „Stade de la Mosson-Mondial 98“. Bei den Fans trägt es auch den Spitznamen La marmite du diable (deutsch Der Teufelskessel).
Im Jahr 2002 und 2003 wurde das Stadion überschwemmt, weil der Mosson über die Ufer trat. Dabei wurden der Rasen und die Spielerkabinen unter Wasser gesetzt.
Nach dem Aufstieg des HSC Montpellier in die erste französische Liga 1987 wurde die Arena komplett renoviert und auf 23.500 Plätze ausgebaut. Zur Fußball-Weltmeisterschaft 1998 erweiterte man das Stadion auf die Kapazität von 35.500 Zuschauerplätze. Für die Rugby-Union-Weltmeisterschaft 2007 wurden ein neuer Rasen verlegt, zwei Videowände installiert und die Flutlichtanlage sowie die Pressetribüne erneuert.
Ende September 2014 überfluteten schwere Regenfälle die Stadt Montpellier und das Stadion. Innerhalb weniger Stunden fielen mit 300 Liter pro Quadratmeter etwa die Hälfte der sonst üblichen jährlichen Regenmenge in der Region und setzten das Spielfeld sowie in der Haupttribüne Räume wie die Umkleidekabinen, Fitnessstudio, Medienzentrum und Teile der Vereinsbüros unter Wasser. Es entstanden erhebliche Schäden in der Sportstätte in zunächst nicht genau bekannter Höhe. Die Jugendspieler des Vereins wurden aufgerufen, bei der Beseitigung der Schäden zu helfen. In der Stadt mussten rund 4.000 Menschen evakuiert werden und 60 Gemeinden wurden zum Katastrophengebiet erklärt.

## Spiele der Fußball-Weltmeisterschaft 1998 im Stade de la Mosson
|                             |   |           |           |
| 10. Juni 1998, Gruppe A     |   |           |           |
| Marokko                     | – | Norwegen  | 2:2 (1:1) |
| 12. Juni 1998, Gruppe D     |   |           |           |
| Paraguay                    | – | Bulgarien | 0:0       |
| 17. Juni 1998, Gruppe B     |   |           |           |
| Italien                     | – | Kamerun   | 3:0 (1:0) |
| 22. Juni 1998, Gruppe G     |   |           |           |
| Kolumbien                   | – | Tunesien  | 1:0 (0:0) |
| 25. Juni 1998, Gruppe F     |   |           |           |
| Deutschland                 | – | Iran      | 2:0 (0:0) |
| 29. Juni 1998, Achtelfinale |   |           |           |
| Deutschland                 | – | Mexiko    | 2:1 (0:0) |

## Spiele der Rugby-Union-Weltmeisterschaft 2007 in Montpellier

### Vorrunde
|                    |   |                    |       |
| 12. Sep. 2007      |   |                    |       |
| Vereinigte Staaten | – | Tonga              | 15:25 |
| 16. Sep. 2007      |   |                    |       |
| Samoa              | – | Tonga              | 15:19 |
| 23. Sep. 2007      |   |                    |       |
| Australien         | – | Fidschi            | 55:12 |
| 30. Sep. 2007      |   |                    |       |
| Südafrika          | – | Vereinigte Staaten | 64:15 |

## Spiele der Fußball-Weltmeisterschaft der Frauen 2019 in Montpellier
|                             |   |                     |           |
| 10. Juni 2019, Gruppe E     |   |                     |           |
| Kanada                      | – | Kamerun             | 1:0 (1:0) |
| 13. Juni 2019, Gruppe C     |   |                     |           |
| Australien                  | – | Brasilien           | 3:2 (1:2) |
| 17. Juni 2019, Gruppe B     |   |                     |           |
| Südafrika                   | – | Deutschland         | 0:4 (0:3) |
| 20. Juni 2019, Gruppe E     |   |                     |           |
| Kamerun                     | – | Neuseeland          | 2:1 (0:0) |
| 25. Juni 2019, Achtelfinale |   |                     |           |
| Italien                     | – | Volksrepublik China | 2:0 (1:0) |

## Galerie

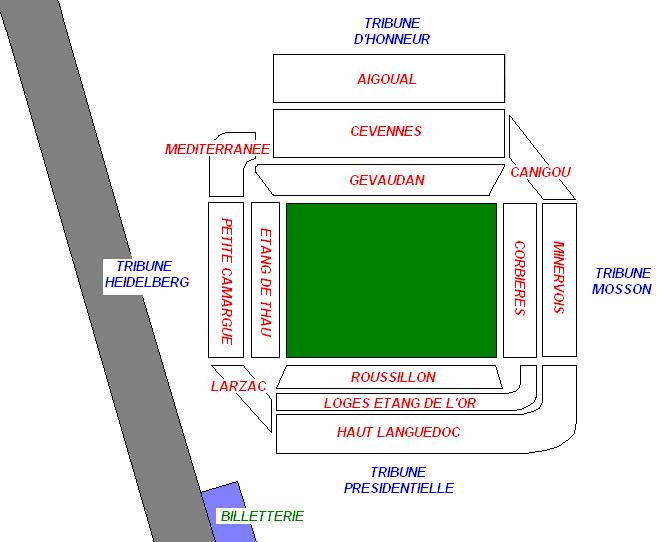
Tribünenplan